# Elian's Dublin
Elian's Dublin fue un colegio internacional español ubicado en Bray (Condado de Wicklow), Irlanda.
Estaba ubicado en la carretera Ballyman Road de Bray, en un pequeño edificio señorial llamado Jubilee Hall a 18 km del centro de Dublín.
Estaba reconocido por el Ministerio de Educación de España como Centro Privado Español en el Extranjero y ofrecía clases desde 8º de EGB hasta COU, así como secretariado internacional y una diplomatura de empresariales. Formaba parte del grupo educativo valenciano Iale Elian's, cuya sede central está en La Eliana (Valencia). 
El colegio se inauguró al inicio del curso 1985-1986 y llegó a albergar una media regular anual de 250 alumnos, cifra que a lo largo de los años osciló entre los 150 a 300 alumnos. Los estudiantes españoles se alojaban durante todo el año en familias irlandesas que residian principalmente en Bray y Greystones, pero también en Shankill, Killiney, Delgany, etc.
Aparte del antiguo edificio señorial que albergaba la dirección, la administración y una sala de reunión de profesores y algunas clases, el colegio disponía de otro edificio anexo en la parte trasera donde se impartían la mayoría de las clases, y varios barracones anexos. El colegio disponía de un pequeño bar-cafetería, una pequeña papelería y una sala de reuniones y actividades. 
Las instalaciones deportivas contaban con un pequeño campo de golf, un campo de fútbol de hierba, una pista de baloncesto, otra de futbito y balonmano y una pista de tenis de cemento. El colegio disputaba encuentros deportivos de fútbol y rugby contra otros colegios y clubs deportivos irlandeses de los alrededores en los que los españoles solían ganar en fútbol y los irlandeses en rugby.
A partir de la década de los años 2000, la creciente oferta de colegios bilíngues en inglés dentro del propio territorio español mermó el número de alumnos y el colegio cerró sus puertas a finales de la década de los años 2000.
En la actualidad el grupo Iale-Elian's sigue realizando cursos de inglés durante el verano en la vecina localidad de Greystones pero de carácter únicamente estacional.